# Бейлербейлик
Бейлербейлик, або бейлербейлік (тур. beylerbeylik) — термін в Османській імперії.
- 1) провінція — найбільша адміністративна одиниця в Османській імперії
- 2) посада бейлербея.